# بسور (ویرجینیای غربی)
بسور (به انگلیسی: Basore) یک منطقهٔ مسکونی در ایالات متحده آمریکا است که در شهرستان هاردی، ویرجینیای غربی واقع شده‌است.